# Provincia di Djanet
La provincia di Djanet è una wilaya algerina istituita nel 2019.

## Geografia
La provincia si trova nel Sahara algerino, nell'estremo sud-est dell'Algeria. La sua superficie è di 86.185 km². È delimitata:
- a nord dalla provincia di Illizi;
- a ovest dalla provincia di Tamanrasset;
- a est dalla Libia;
- a sud dal Niger.

## Storia
La provincia è stata istituita il 26 novembre 2019. Nel 2021 il presidente Abdelmadjid Tebboune ha ufficializzato la nuova suddivisione amministrativa. In precedenza era una wilaya delegata, creata ai sensi della legge n° 15-140 del 27 maggio 2015, che fissava le norme specifiche e l'elenco dei comuni ad essa annessi. Prima del 2019 faceva parte della provincia di Illizi.

## Società

### Evoluzione demografica
In base al censimento del 2008, i comuni della wilaya contavano complessivamente 17.618 abitanti.

## Geografia antropica

### Suddivisioni amministrative
La provincia di Djanet è attualmente composta dal distretto omonimo e da due comuni:
- Djanet
- Bordj El Haouas